# دوغ ميلر (لاعب كرة قدم أمريكية)
دوغ ميلر (بالإنجليزية: Doug Miller)‏ هو لاعب كرة قدم أمريكية أمريكي، ولد في 29 أكتوبر 1969 في شايان في الولايات المتحدة، وتوفي في 21 يوليو 1998 في Dotsero, Colorado ‏ في الولايات المتحدة بسبب صاعقة.

## وصلات خارجية
- دوغ ميلر على موقع مرجع كرة القدم المحترفة.كوم (الإنجليزية)